# Суперкубок України з гандболу серед жінок

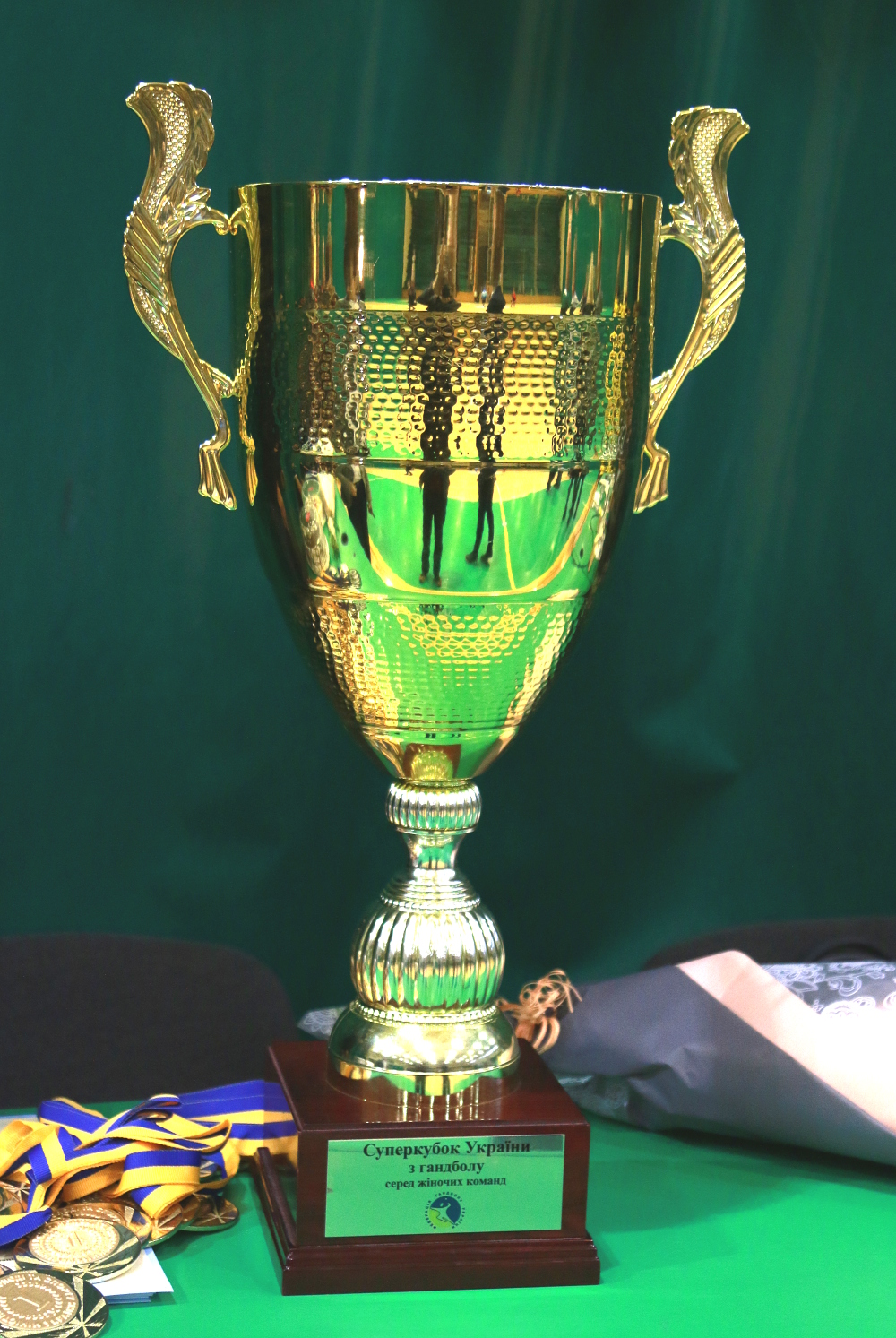
Суперкубок України з гандболу серед жіночих команд

Суперкубок України з гандболу серед жінок — третій за значенням гандбольний турнір України серед жіночих команд Суперліги.

## Огляд
Рішення проводити Суперкубок України було прийнято Федерацією гандболу України у серпні 2016 року. Заплановано, що кожен наступний сезон буде розпочинатися з розіграшу Суперкубка України, в якому зустрічаються чемпіон та володар Кубка України чи фіналіст минулого сезону.

### Сезон 2016/2017
Матч за Суперкубок заплановано було провести 25 серпня 2016 року у Львові між чинним чемпіоном та володарем Кубку України львівською «Галичанкою» та фіналістом чемпіонату ужгородськими «Карпатами», але останні офіційно відмовились від участі у Суперкубку, тому його було розіграно 28 серпня у Херсоні. Суперниками «Галичанки» стали господарі майданчику — «Дніпрянка». 
Перемогу з рахунком 23:44 святкували чинні чемпіонки. Також кращим гравцем Суперкубка визнано гравчиню «Галичанки» Марину Коновалову.

### Сезон 2017/2018
Суперкубковий матч відбувся 5 вересня 2017 року у Львові між чинним чемпіоном та володарем Кубку України львівською «Галичанкою» та срібним призером Кубку України херсонською «Дніпрянкою». «Галичанка» захистила титул володарів Суперкубку України перемігши з рахунком 34:23.
Найрезультативнішою гравчинею Суперкубку стала півсередня «Галичанки» Наталія Стрюкова — в її активі вісім голів.

### Сезон 2018/2019
Матч за Суперкубок відбувся 25 серпня 2018 року в Броварах між чинним чемпіоном львівською «Галичанкою»та володарем Кубку України ужгородськими «Карпатами». Перемогу з рахунком 27:24 святкувала «Галичанка». Кращим гравцем у команді «Карпати» стала Яна Готра, а в «Галичанці» — Наталія Савчин.

### Сезон 2019/2020
Матч за Суперкубок відбувся 24 серпня 2019 року в Броварах між володарем Кубку України львівською «Галичанкою» та срібним призером чемпіонату ужгородськими «Карпатами». . «Галичанка» захистила титул володарів Суперкубку України обігравши «Карпати» з рахунком 32:20 (15:13). Кращою гравчинею у складі «Галичанка» було визнано Ілону Катусову, у складі «Карпат» — Мілану Шукаль.

### Сезон 2021/2022
У сезоні 2020/2021 Суперкубок не розігрувався. За перший трофей сезону 2021/2022 змагались володарки Кубка України і чемпіонки України сезону 2020/2021 львівська «Галичанка» та фіналістки Кубка України херсонська «Дніпрянка». Матч відбувся 2 вересня 2021 року в Запоріжжі. Володарками Суперкубку вп'яте стала львівська «Галичанка», кращою гравчинею матчу визнано воротарку «Дніпрянки» Тетяну Чорнявську.

### Сезон 2023/2024
Через повномасштабну російсько-українську війну перший трофей у сезону 2022/2023 не розігрувався. Матч за Суперкубок 2023/2024 пройшов 19 серпня 2023 р. в Київському палаці спорту. За нього змагались львівська «Галичанка» та ужгородські «Карпати». У першому таймі з рахунком 14:19 перемогла ужгородська команда. У другій полодині другого тайму «Галичанка» вийшла уперед та здобула перемогу з рахунком 34:27 — вшосте здобула титул володарок Суперкубка України

### Сезон 2024/2025
У розіграші Суперкубка України 2024 грали переможець чемпіонату і Кубка минулого сезону — львівська «Галичанка» і фіналіст Кубка та чемпіонату ужгородські «Карпати». На початку матчу перевага була за ужгородською командою, перший тайм поєдинку завершився з нічийним рахунком 14:14, рівною була і перша половина другого тайму. У кінці основного часу «Карпатам» вдалось скоротити відставання у 4 м'ячі, рахунок другого тайму 20:20. Для визначення володаря Суперкубка спершу було проведено серію з п'яти семиметрових кидків, яка не визначила переможця — рахунок 4:4. Реалізований семиметровий Анни Гававки («Карпати») у ворота Анни Стадник і кидок в поперечину Ванесси Лакатош («Галичанка») привели ужгородські «Карпати» до першого Суперкубка в історії клубу. Кращими гравчинями турніру було визнано Мілану Шукаль з «Галичанки» (11 м'ячів) та Анну Гававку з «Карпат» (13 м'ячів).

### Сезон 2025/2026
У розіграші Суперкубка України 2025 братимуть участь переможець чемпіонату і Кубка минулого сезону — львівська «Галичанка» і фіналіст Кубка та чемпіонату ужгородські «Карпати». Турнір заплановано провести 23 серпня 2025 року у м. Сарни.

## Результати
|                                                                                 |                   |                         |                    |
| Місце проведення                                                                | Переможець        | Рахунок                 | Фіналіст           |
| 28 серпня 2016 року, 16:00 Херсон — Спорткомплекс Херсонського ВУФК Глядачів: ? | «Галичанка» Львів | 44:23 (20:12)           | «Дніпрянка» Херсон |
| 5 вересня 2017 року, 18:00 Львів — ПС «Галичина» Глядачів: ?                    | «Галичанка» Львів | 34:23 (18:11)           | «Дніпрянка» Херсон |
| 25 серпня 2018 року, 17:00 Бровари — Спорткомплекс БВУФК Глядачів: ?            | «Галичанка» Львів | 27:24 (13:12)           | «Карпати» Ужгород  |
| 24 серпня 2019 року, 17:00 Бровари — Спорткомплекс БВУФК Глядачів: ?            | «Галичанка» Львів | 32:20 (15:13)           | «Карпати» Ужгород  |
| 2 вересня 2021 року, 18:00 Запоріжжя — Спорткомплекс «Юність» Глядачів: ?       | «Галичанка» Львів | 31:20 (17:9)            | «Дніпрянка» Херсон |
| 19 серпня 2023 року, 17:00 Київ — Палац спорту Без глядачів                     | «Галичанка» Львів | 34:27 (14:19)           | «Карпати» Ужгород  |
| 24 серпня 2024 року, 14:00 Київ — Палац спорту Глядачів: ?                      | «Галичанка» Львів | 38:39 14:14; 20:20; 4:5 | «Карпати» Ужгород  |
| 23 серпня 2025 року, 15:00 Сарни — Арни Арена ?                                 | «Галичанка» Львів | 0:0 (0:0)               | «Карпати» Ужгород  |